# Axiomele probabilității
Axiomele probabilității definesc probabilitatea și au fost elaborate de matematicianul rus Andrey Nikolaevich Kolmogorov în 1933.
Din aceste axiome derivă câteva teoreme fundamentale, dintre care teorema probabilității totale, teorema probabilității compuse, teorema probabilității absolute și teorema lui Bayes, dar nu concepte ca probabilitatea condiționată și independența stocastică.

## Axiome
1. Evenimentele sunt subansamblul unui spațiu {\displaystyle S} și formează o clasă aditivă {\displaystyle A}.
2. Fiecărui element {\displaystyle a} din clasa {\displaystyle A} îi corespunde un număr real nenegativ {\displaystyle P(a)}, niciodată superior lui unu, numit probabilitatea lui {\displaystyle a}.
3. {\displaystyle P(\Omega )=1} este probabilitatea evenimentului sigur {\displaystyle \Omega }, care e egală cu {\displaystyle 1}
4. Pentru evenimente incompatibile sau disjuncte (altfel spus intersecția dintre evenimentele {\displaystyle A} și {\displaystyle B} e mulțimea vidă: {\displaystyle A\cap B=\varnothing }), probabilitatea producerii cel puțin a unui eveniment este {\displaystyle P(a\lor b)=P(a)+P(b)}
5. Dacă {\displaystyle A(n)} e o succesiune descrescândă de evenimente, cu {\displaystyle n\rightarrow \infty }, iar intersecția evenimentelor din {\displaystyle A(n)} tinde spre {\displaystyle 0}, rezultă că {\displaystyle \lim _{n\rightarrow \infty }A(n)=0} .